# Catalyst (álbum de Willie Dixon)
Catalyst es un álbum de estudio del músico estadounidense Willie Dixon. Fue publicado en diciembre de 1973 a través de Ovation Records. Producido por Dick Schory, Catalyst fue grabado en los estudios Streeterville, en Chicago, Illinois, por el ingeniero de audio Steve Skinder.

## Recepción de la crítica
Un escritor no especificado de la revista Record World declaró: “Willie Dixon es simplemente el mejor compositor de blues de todos los tiempos, y su último álbum, producido por Dick Schory, está lleno de versiones sobrecargadas de algunas de sus mejores canciones”. Bill Dahl de AllMusic calificó Catalyst como “uno de sus mejores esfuerzos”.

## Galardones
| Año  | Premio         | Categoría                            | Resultado | Ref.  |
| ---- | -------------- | ------------------------------------ | --------- | ----- |
| 1974 | Premios Grammy | Mejor Grabación Étnica o Tradicional | Nominado  | [ 5 ] |

## Lista de canciones
Todas las canciones escritas y compuestas por Willie Dixon, excepto donde esta anotado. 
| Lado uno |                                     |          |  |
| N.º      | Título                              | Duración |  |
| 1.       | «Bring It on Home»                  | 2:39     |  |
| 2.       | «I Don't Trust Nobody» (Eddie Shaw) | 4:04     |  |
| 3.       | «God's Gift to Man»                 | 4:07     |  |
| 4.       | «Hoo Doo Doctor»                    | 2:26     |  |
| 5.       | «My Babe»                           | 2:54     |  |

| Lado dos |                                   |          |  |
| N.º      | Título                            | Duración |  |
| 1.       | «Wang Dang Doodle»                | 4:30     |  |
| 2.       | «When I Make Love»                | 3:00     |  |
| 3.       | «I Think I Got the Blues»         | 3:58     |  |
| 4.       | «But It Sure Is Fun»              | 2:59     |  |
| 5.       | «I Just Want to Make Love to You» | 4:20     |  |

## Créditos y personal
Créditos adaptados desde las notas de álbum de Catalyst.
Músicos
- Willie Dixon – voces
- Lafayette Leake – piano
- Carrie Bell Harrington – armónica
- Buster Benton – guitarra líder
- “Mighty” Joe Young – guitarra
- Phil Upchurch – guitarra
- Morris Jennings – batería
- Louis Satterfield – bajo eléctrico

Personal técnico
- Dick Schory – productor
- Ron Steele – productor asistente
- Scott A. Cameron – coordinador
- Steve Skinder – ingeniero de audio
- Grafica Studio – diseño de portada
- Judson B. – fotografía